# Championnat de Tunisie masculin de handball
Le championnat de Tunisie masculin de handball est une compétition de handball disputée en Tunisie depuis 1954.
Le handball est introduit dans le pays en 1951 puis se développe notamment dans les établissements scolaires qui ont constitué le premier vivier pour ce sport grâce aux professeurs Georges Mounier, Hamadi Driss, Noureddine Kedidi ou El Adel Saada.
En 2024, c'est l'équipe de l'Espérance sportive de Tunis (EST) qui détient le record de championnats remportés avec 36 titres remportés, devançant le Club africain (CA) et ses 13 trophées.
L'Espérance sportive de Tunis a remporté 22 doublés (coupe et championnat), le Club africain sept, l'Effort sportif, l'Association sportive des PTT et Al Mansoura Chaâbia de Hammam Lif un chacun.

## Palmarès
- 1955-1956 : Tunis Universitaire Club
- 1956-1957 : Tunis Universitaire Club
- 1957-1958 : USM Menzel Bourguiba
- 1958-1959 : Effort sportif
- 1959-1960 : Effort sportif
- 1960-1961 : US Tunisienne
- 1961-1962 : ASPTT Tunis
- 1962-1963 : AMC de Hammam Lif
- 1963-1964 : Club athlétique du gaz
- 1964-1965 : Club africain
- 1965-1966 : CS Hammam Lif
- 1966-1967 : ES Tunis
- 1967-1968 : Club africain
- 1968-1969 : ES Tunis
- 1969-1970 : Club africain
- 1970-1971 : ES Tunis
- 1971-1972 : ES Tunis
- 1972-1973 : ES Tunis
- 1973-1974 : ES Tunis
- 1974-1975 : ES Tunis
- 1975-1976 : ES Tunis
- 1976-1977 : ES Tunis
- 1977-1978 : ES Tunis
- 1978-1979 : ES Tunis
- 1979-1980 : ES Tunis
- 1980-1981 : ES Tunis
- 1981-1982 : ES Tunis
- 1982-1983 : ES Tunis
- 1983-1984 : ES Tunis
- 1984-1985 : ES Tunis
- 1985-1986 : Club africain
- 1986-1987 : Club africain
- 1987-1988 : ÉS Sahel
- 1988-1989 : Club africain
- 1989-1990 : Club africain
- 1990-1991 : ES Tunis
- 1991-1992 : ES Tunis
- 1992-1993 : ES Tunis
- 1993-1994 : EM Mahdia
- 1994-1995 : ES Tunis
- 1995-1996 : ÉS Sahel
- 1996-1997 : ES Tunis
- 1997-1998 : Club africain
- 1998-1999 : ÉS Sahel
- 1999-2000 : Club africain
- 2000-2001 : Club africain
- 2001-2002 : ÉS Sahel
- 2002-2003 : ÉS Sahel
- 2003-2004 : ES Tunis
- 2004-2005 : ES Tunis
- 2005-2006 : ÉS Sahel
- 2006-2007 : ÉS Sahel
- 2007-2008 : Club africain
- 2008-2009 : ES Tunis
- 2009-2010 : ES Tunis
- 2010-2011 : ÉS Sahel
- 2011-2012 : ES Tunis
- 2012-2013 : ES Tunis
- 2013-2014 : ES Tunis
- 2014-2015 : Club africain
- 2015-2016 : ES Tunis
- 2016-2017 : ES Tunis
- 2017-2018 : ÉS Sahel
- 2018-2019 : ES Tunis
- 2019-2020 : ES Tunis
- 2020-2021 : ES Tunis
- 2021-2022 : Club africain
- 2022-2023 : ES Tunis
- 2023-2024 : ES Tunis
- 2024-2025 : ES Tunis

## Bilan par club
| Rang  | Club                              | Titres | Années |
| ----- | --------------------------------- | ------ | --- |
| 1     | Espérance sportive de Tunis       | 37     | 1967, 1969, 1971, 1972, 1973, 1974, 1975, 1976, 1977, 1978, 1979, 1980, 1981, 1982, 1983, 1984, 1985, 1991, 1992, 1993, 1995, 1997, 2004, 2005, 2009, 2010, 2012, 2013, 2014, 2016, 2017, 2019, 2020, 2021, 2023, 2024, 2025 |
| 2     | Club africain                     | 13     | 1965, 1968, 1970, 1986, 1987, 1989, 1990, 1998, 2000, 2001, 2008, 2015, 2022 |
| 3     | Étoile sportive du Sahel          | 9      | 1988, 1996, 1999, 2002, 2003, 2006, 2007, 2011, 2018 |
| 4     | Tunis Universitaire Club          | 2      | 1956, 1957 |
| 4     | Effort sportif                    | 2      | 1959, 1960 |
| 6     | USM de Menzel Bourguiba           | 1      | 1958 |
| 6     | Union sportive tunisienne         | 1      | 1961 |
| 6     | ASPTT Tunis                       | 1      | 1962 |
| 6     | Al Mansoura Chaâbia de Hammam Lif | 1      | 1963 |
| 6     | Club athlétique du gaz            | 1      | 1964 |
| 6     | Club sportif de Hammam Lif        | 1      | 1966 |
| 6     | El Makarem de Mahdia              | 1      | 1994 |
| Total | Total                             | 69     | 1956-2024 |